# Протозвезда
Протозвезда (първозвезда) е началният стадий от звездната еволюция. Протозвездата се образува в облак от звезден газ и прах, в който се съдържа голямо количество водород и хелий. Състои се от звездно ядро и газова обвивка с малка плътност. Постепенно облакът започва да се свива под влиянието на гравитационното действие своята маса и започва да се върти. Свиването продължава, докато поради адиабатното нагряване температурата се повиши достатъчно, за да започнат термоядрени реакции в центъра. През това време протозвездата излъчва инфрачервени лъчи, породени от топлината. При свиването част от гравитационната му потенциална енергия се превръща във вътрешна енергия, а газът се нагрява и започва да свети и се образува протозвезда.
Когато температурата достигне критична стойност и започват термоядрените реакции, протозвездата се превръща в същинска звезда. При запалването на термоядрения синтез остатъците от формирането, които са закривали новородената звезда се разпръскват, и тя вече става видима.